# Andrij Karimow
Andrij Usmanowycz Karimow, ukr. Андрій Усманович Карімов, ros. Андрей Усманович Каримов, Andriej Usmanowicz Karimow (ur. 30 lipca 1943 w Czelabińsku, zm. 18 lipca 2017 we Lwowie) – ukraiński piłkarz pochodzenia rosyjskiego, grający na pozycji obrońcy, trener piłkarski.

## Kariera piłkarska

### Kariera klubowa
Urodził się w Czelabińsku, ale po zakończeniu II wojny światowej rodzice przenieśli się do Leningradu. Wychowanek klubu Kirowiec Leningrad, a później FSzM Leningrad. W 1961 rozpoczął karierę piłkarską w drużynie rezerw Zenitu Leningrad. W 1965 roku został zaproszony do SKA Lwów. W latach 70. XX wieku występował w klubach Bukowyna Czerniowce, Sokił Lwów i Chojnowianka Chojnów. W 1979 zakończył karierę piłkarską.

## Kariera trenerska
Po zakończeniu kariery piłkarza rozpoczął pracę szkoleniową. Najpierw pracował w Szkole Piłkarskiej Karpaty Lwów, a potem został powołany przez Wołodymyra Bułhakowa do sztabu szkoleniowego SKA-Karpaty Lwów, a od maja do końca 1987 roku oraz od czerwca do końca 1989 roku stał na czele klubu. Następnie pomagał trenować kluby Skała Stryj, Hałyczyna Drohobycz, FK Lwów i Karpaty Lwów. Potem ponad 10 lat kontynuował pracę jako trener metodysta w Szkole Piłkarskiej Karpaty Lwów.

## Sukcesy i odznaczenia

### Sukcesy piłkarskie
SKA Lwów
- mistrz Ukraińskiej SRR: 1965
- brązowy medalista Grupy 2 Klasy A (podgrupa 2) Mistrzostw ZSRR: 1966, 1967

### Odznaczenia
- tytuł Mistrza Sportu ZSRR: 1965